# موسیقی کلمبیا
موسیقی کلمبیایی بیانگر فرهنگ کلمبیایی است که شامل ژانرهای موسیقی سنتی و مدرن می‌شود. با توجه به ویژگی‌های جغرافیایی و طبیعی هر ناحیه در کلمبیا، سبک‌های مختلفی در این نواحی رایج است. این تنوع سبک‌ها در مناطق مختلف متأثر از موسیقی‌های آفریقایی، بومیان، اروپاییان (به خصوص اسپانیایی‌ها) و در دوران معاصر موسیقی آمریکایی بوده‌است.
از پر طرفدارترین گونه‌های موسیقی در کلمبیا پاپ، موسیقی کلاسیک، سالسا و راک هستند. موسیقی کلمبیا توسط شرکت‌های مستقل و دولت کلمبیا به واسطه وزارت فرهنگ این کشور حمایت و پشتیبانی می‌گردد.

## ناحیه کاراییب کلمبیا
کلمبیا «سرزمین هزار ریتم» شناخته شده‌است، اما در واقع دارای بیش از ۱۰۲۵ ریتم عامیانه است.
برخی از ریتم‌های سرشناس این ناحیه کومبیا و وایناتو هستند. از برترین و شناخته‌شده‌ترین فعالان موسیقی ناحیه کاراییب و موسیقی آفریقایی-کلمبیایی Totó la Momposina و Francisco Zumaqué هستند.

### کومبیا

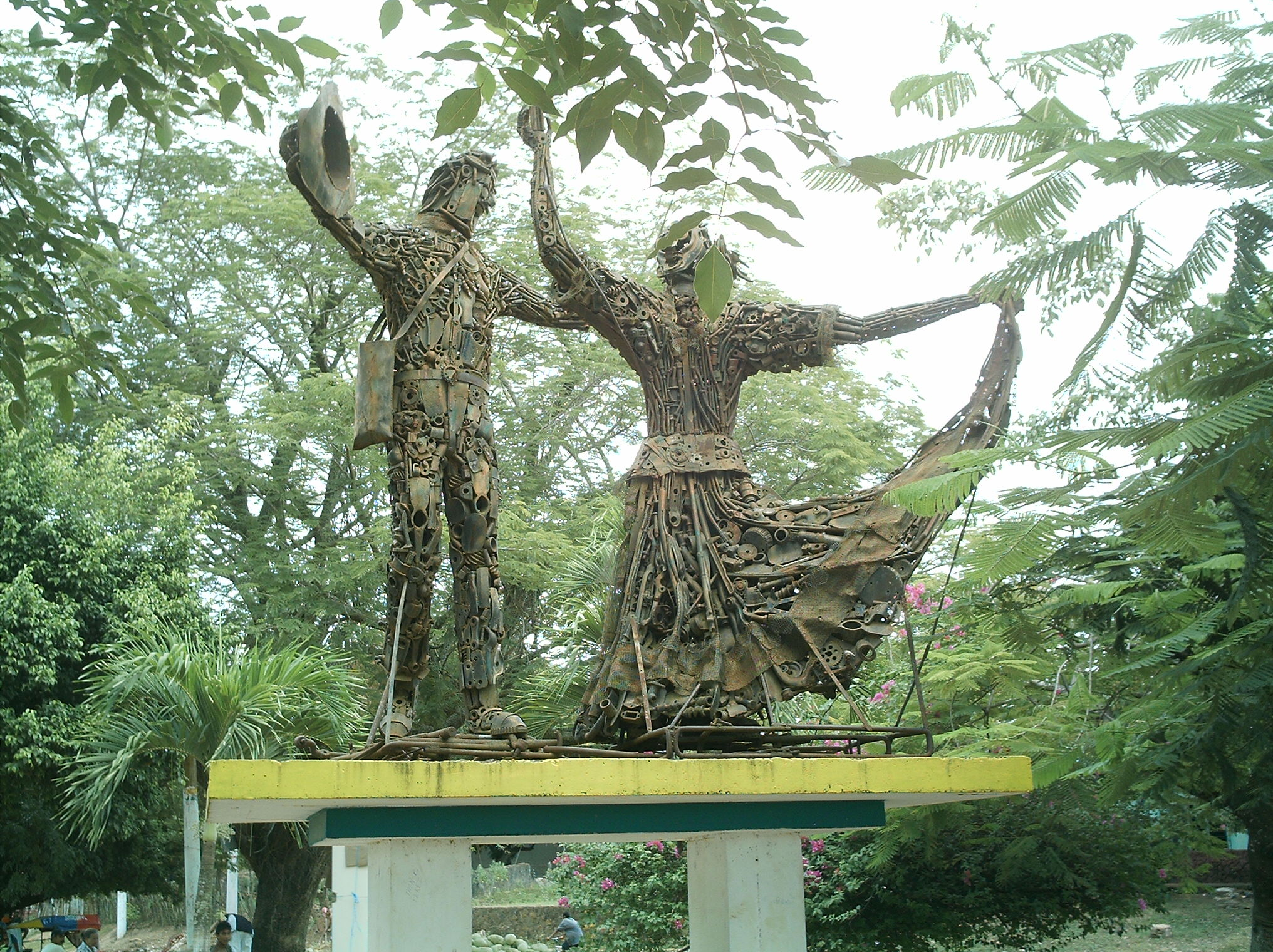
بنای یادبود کومبیا در ال بانکو.

کومبیا موسیقی ادغام شده از موزیک‌های اسپانیایی، بومیان و آفریقایی‌هاست. این موسیقی رقص مختص به خود را داراست. در قرن نوزدهم، برده داری لغو شد و آفریقایی‌ها، هندی‌ها و سایر گروه‌های قومی در فرهنگ کلمبیایی ادغام شدند.
کومبیا موسیقی پیچیده و ریتمیکی است که در سواحل اقیانوس اطلس کلمبیا به وجود آمده. در اصل گروه‌های کومبیا تنها از ساز کوبه‌ای و صدای خواننده استفاده می‌کردند؛ اما گروه‌های امروزین شامل ساکسوفون، ترومپت، ساز شستی‌دار و ترومبون هم هستند. تأثیر موسیقی بومی در این‌ها قابل توجه است. برخی معتقدند رقص اولیه با زنجیرهایی در پای رقصنده انجام می‌شده و برخی دیگر آن را مشابه رقص گینه‌ای محبوب، به نام کومبی، می‌دانند.

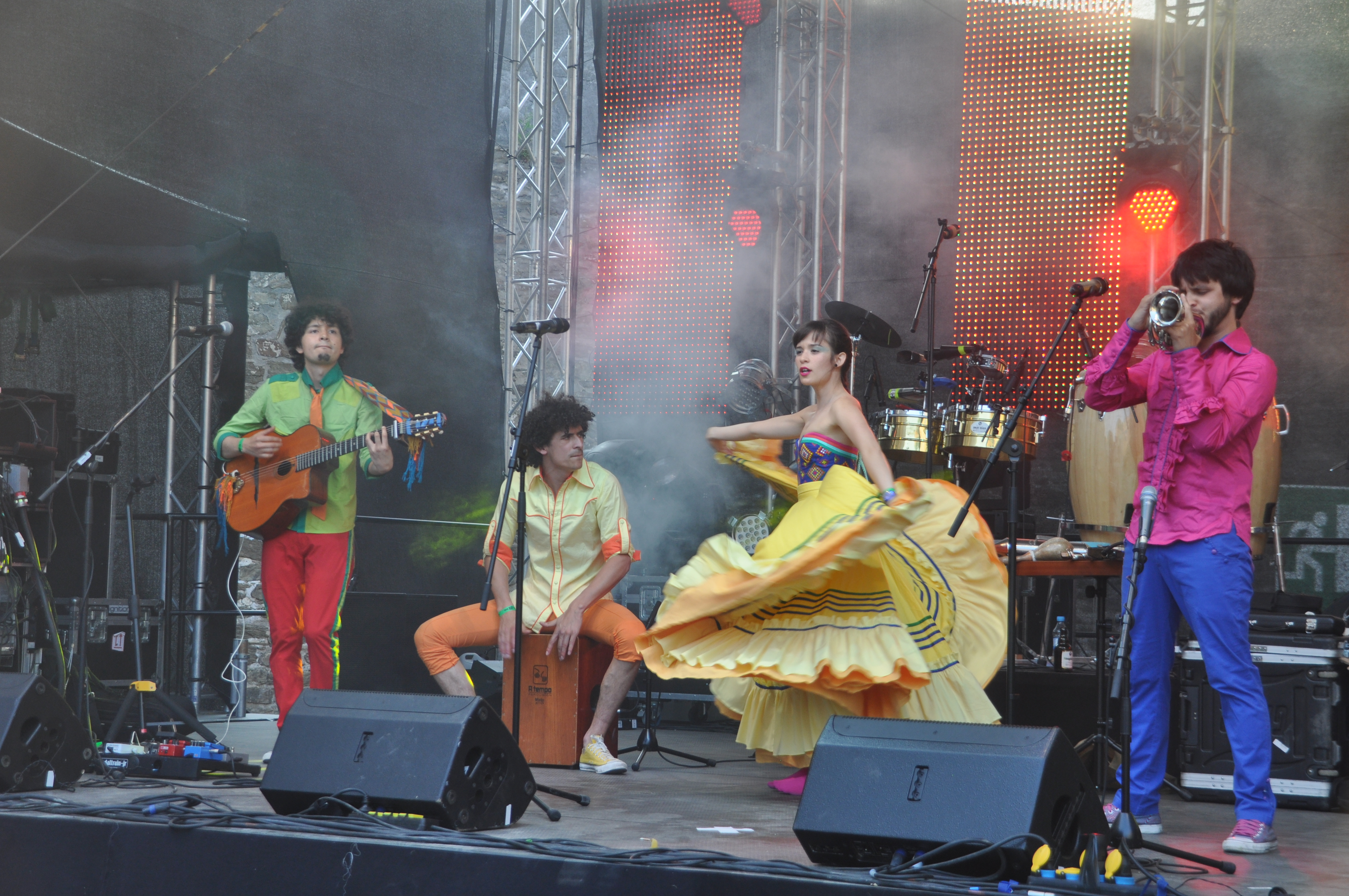
یک گروه آفریقایی-کلمبیایی در سبک کومبیا.

شکل امروزی کومبیا در دهه ۱۹۴۰، زمانی که از حومه روستا جدا و به مخاطبان شهری و طبقه متوسط پیوست، به وجود آمد. گروه بزرگ مامبو و پوررو با حضور هنرمندانی همچون لوچو برمودز عصر طلایی کومبیا در دههٔ ۱۹۶۰ میلادی را ساختند. دیسکوس فونتس، بزرگترین و مأثرترین ناشر موسیقی کشور، در این دوره تأسیس شد. فروکو، که با عنوان پدرخواندهٔ سالسا, موسیقی سالسا را به کلمبیایی‌ها معرفی کرد و اینچنین هنرمندانی مانند لا سونورا دینامیتا پا به عرصه حضور گذاشتند.

### چامپتا و موسیقی آفریقایی-دیاسپوریک
برخی از جوامع کلمبیایی مانند بخش چوکو، کارتاگنا (کلمبیا), جزیره پراویدنس و سن آندرس، دارای جوامع بزرگ آفریقایی‌تبار هستند. برخلاف اغلب کشورها، ادغام نژادها و مردمان مختلف با یکدیگر در کلمبیا به صورت نادری انجام گرفته. به خصوص در چوکو موسیقی موجود از زمان انتقال برده‌ها از آفریقای غربی تاکنون تغییر چندانی نکرده‌است. جزیرهٔ پراویدنس هم دارای موسیقی فولکوریک مختص به خود با نام منتو است که از فولکوریک جامائیکایی به جا مانده‌است. با این حال قابل ملاحظه‌تر از همه شهر کارتاگناست که موسیقی چامپتا در آن متأثر از سوکوس، کومپاس، زوک و رگی است. از نوازندگان این موسیقیLuis Towers, El Afinaíto, El Sayayín, El Pupy و Boogaloo هستند.

### پوررو
سبک پوررو گروه‌های بزرگی را شامل است که از بخش سوکره، بخش کوردوبا و سابانا د بولیوار آمده‌اند. سازهای بادی برنجی این سبک متأثر از موسیقی اسپانیایی‌ها است. از نوازندگان این سبک عبارتند از:La Orquestra Lucho Bermudez, Matilde Diaz, Pacho Galan, Banda de 11 Enero, La Sonora Cordobesa, La Sonora Cienaguera, Orquesta Climaco Sarmiento و Pedro Laza y sus Pelayeros.

### وایناتو
وایناتو (Vallenato) در واقع یک ریتم نیست و خود آن شامل چهار ریتم است: Son, Puya, Merengue و Paseo. این موسیقی ابتدای امر در واییدوپار، که جزیره‌ای در اقیانوس اطس است، به وجود آمد ولی در دههٔ ۱۹۸۰ میلادی در کل کشور محبوبیت یافت. ریشه‌های این موسیقی پرابهام است و آن را به فرانسیسکو ال هومبره منتسب می‌کنند که در برابر شیطان از این ریتم‌ها استفاده کرد و او را در رقابت شکست داد. پایهٔ این موسیقی سازهای آکوردئون، گواچاراسا و کاخا واینتا (نسخهٔ بزرگتر بونگو) هستند که این موسیقی را مرتبط با کومبیا می‌کند. از هنرمندان این سبک آلخو دوران، آلفردو گوتیرز و لیساندرو مسا هستند. گیتار بیس علاوه بر آکاردئون، توسط بخشی از گروه‌های وایناتو از اواسط دهه ۱۹۶۰ استفاده شد.
وایناتو در کلمبیا پدیده مهمی بوده‌است. در ابتدا این سبک منحصر برای مردم ساحل اقیانوس اطلس بود، اما به دلیل گسترش برنامه‌های رادیویی این سبک در شهرهای دیگر جمهوری کلمبیا (مثل بوگوتا) رایج شد و مهاجرت مردم از ساحل به پایتخت به تثبیت بیشتر موسیقی مذکور در بقیهٔ نواحی کلمبیا مساعدت نمود. اما نه تنها موسیقی بلکه نوازندگان این ژانر در پایتخت و شهرهای دیگر نیز افزایش یافتند. در سال ۲۰۰۶ برترین نوازندگان و هنرمندان این سبک اهل پایتخت بودند؛ و نه واییدوپار.
وابناتو چند زیرشاخه نیز ایجاد کرده‌است، از جمله وایناتو-پروتستا، با اشعاری اجتماعی، و چارانگا وایناتا، که توسط کوبایی‌های مستقر در ایالات متحده، مانند روبرتو تورس، خلق شد.

### دیگر ژانرهای این منطقه
| - Chalupa - Champeta - Chande - Cumbión - Bullerengue - Décimas - Fandango - Gaita | - Lumbalú - Mapalé - Maya - Merecumbé - Mode Up/Mud Up - Pajarito - Parrandí - Pilón | - Pompo - Porro - Puya - Son Sabanero - Son Palenquero - Tambora - Tamborito |

## ناحیه پاسفیک کلمبیا

### کورولائو
کورولائو (Currulao) از سبک‌های آفریقایی در کلمبیا است و دارای ریشه‌هایی از آفریقایی-کلمبیایی‌ها/آفریقایی‌تباران/سیاه‌پوستان ساحل اقیانوس آرام دارد.
در ابتدای امر کورولائو توسط گروهی متشکل از چهار هنرمند اجرا می‌شد.
یک موسیقیدان ریتم ۶–۸ را با یک درام شناخته شده به نام "cununo"، که بسیار مشابه با درام "الگره" (که در کومبیا استفاده می‌شود)، اما باریک‌تر و بلندتر است، می‌نوازد. ریتم کورولائو به‌وسیلهٔ ضربه زدن به هر دو سمت درام با دست و چوبی کوچک ایجاد می‌شود.
نوازندهٔ دوم سازی را می‌نوازد که «گوئاسا» (goo-ah-SAH) یا «گوئاچا» (goo-AH-cheh) نام دارد. این ساز در واقع طبلی توخالی ساخته شده از فلز، چوب یا بامبو است که پر از دانه‌های سبک برنج یا دیگر چیزهاست.
اما ابزار اصلی سبک کورولائو شاید «ماریمبا کلمبیا» باشد، یک زایلوفون چوبی که شبیه به بلافون آفریقایی است.
بسیاری از گروه‌ها در کلمبیا این سبک سنتی موسیقی را اجرا می‌کردند. در حال حاضر، مشهورترین گروه‌ها عبارتند از Grupo Socavón, Grupo Gualajó، و Grups Bahia Trio. یکی از مشهورترین کاراکترهای قدیمی Baudilio Cuama Rentería از Buenaventura است.
در ایالات متحده دو گروه کلمبیایی این ژانر که با ابزارهای سنتی می‌نوازند، La Cumbiamba NY، در ساحل شرقی (نیویورک) و Aluna Band در ساحل غربی (سان فرانسیسکو) هستند. در سال ۲۰۱۰، کورولائو به فهرست یونسکو در شاهکارهای شفاهی و ناملموس میراث بشری اضافه شد.

### دیگر ژانرهای این منطقه
| - Abozao - Aguabajo - Alabao - Andarele o Amanecer - Arrullo - Bambara Negra - Bambuco Viejo - Berejú - Boga - Bunde Chocoano - Caderona - Calipso Chocoano | - Chigualo o Gualí - Contradanza Chocoana - Danza Chocoana - Jota Chocoana - Juga - La Caramba - La Madruga - Makerule - Mazurka chocoana - Pango o Pangora - Patacoré - Polka Chocoana | - Porro Chocoano - Pregón - Romance - Salve - Saporrondón o Sapo-Rondó - Son Chocoano - Tamborito Chocoano - Tiguarandó - Villancico Chocoano |

## ناحیه آند کلمبیا
| Flor de Romero (بامبوسو - در سبک شرق‌میانی) | Ojito de Agua (مرنگوئه بامبوکیائو - در سبک شمال‌غربی) | Ángela (آینو - در سبک جنوب‌غربی) | Siquele (راخالنیا - در سبک جنوب‌میانی) |  |
| ------------------------------------------ | ---------------------------------------------------- | ------------------------------- | ------------------------------------- |  |
|                                            |                                                      |                                 |                                       |  |

### بامبوسو
بامبوسو (Bambuco) نوعی موسیقی تحت‌تأثیر موسیقی ناحیهٔ باسک اسپانیاست که به عنوان Música del interior (موسیقی داخلی) شناخته می‌شود. منشأ این سبک روشن نیست، اما بسیاری از متخصصان بر این باورند که مؤلفه‌های بسیاری از موسیقی محلی اسپانیا را دارد. محبوبیت آن مدت‌ها بالا بود و در کلمبیا از اواسط دهه ۱۹۲۰ تا اواخر دهه ۱۹۳۰ بسیار محبوب بود. هنرمندانی چون Estudiantina, Los Carranguerros de Raquira, Jaime Llano González, Jorge Villamil, و Morales Pino Trío با این سبک اجرا کرده‌اند.

### دیگر ژانرهای این منطقه
| - Bambuco fiestero - Bunde - Caña - Cañabrava - Carranga - Copla - Danza Criolla - Porro Antioqueño | - Rajaleña - رومبا Campesina - Fandanguillo Criollo - Guabina - Guaneña - Guasca | - Pasillo - Sanjuanero - Torbellino - Vueltas Antioqueñas - Criollo والس |

## ناحیه اورینوکیا کلمبیا

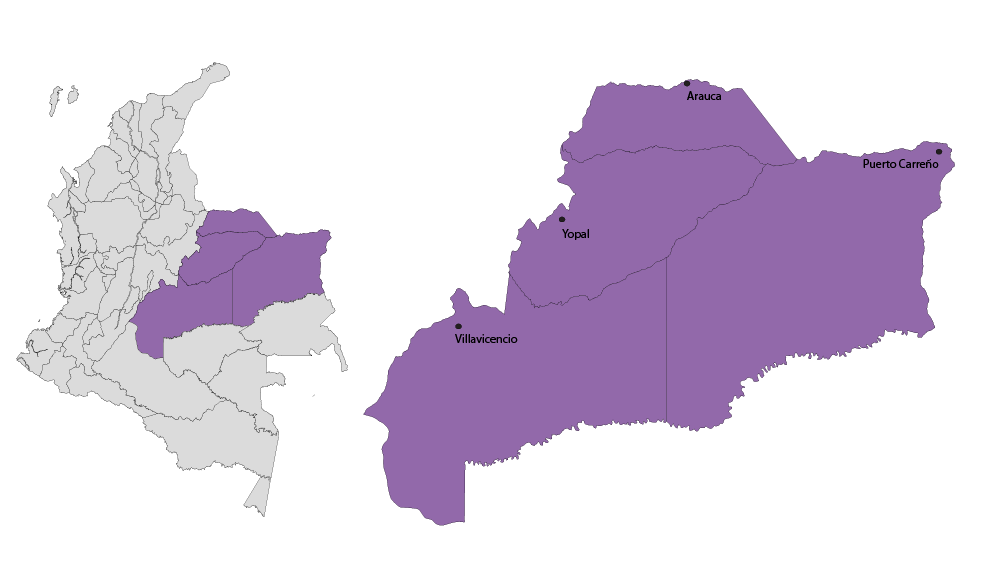
Eastern Plains

### خوروپو
موسیقی یانرا نوعی موسیقی چنگ، بر پایهٔ لوس لیانوس (سبکی از ونزوئلا) است که در کلمبیا طرفدارانی دارد. این سبک شامل موسیقی سنتی خوروپو (Joropo) نیز می‌شود. هنرمندان این ژانر آلفردو رونالدو اورتیز (متولد کوبا), آلما لیانرا، گروه سیمارون، لوییس آریل ری، کارلوس روخاس، سابور لیانرو، آرنولفو بریسنیو، و اورلاندو والدمارا هستند. این موسیقی در کشور ونزوئلا نیز بسیار محبوب است و موسیقی ملی آن کشور محسوب می‌شود.

### دیگر ژانرهای این منطقه
| - Cachicama - Catira - Chipola - Contrapunteo - Corrío - Galerón - Gaván - Pasaje - Periquera - Perro de Agua | - Gavilan - Guacaba - Guacharaca - Juana Guerrero - Merecure - Moña or Moño - Pajarillo - Poema Llanero - Quirpa - Seis - Zumba-que-zumba |

## ناحیه اینسولار کلمبیا

### ژانرهای موسیقی

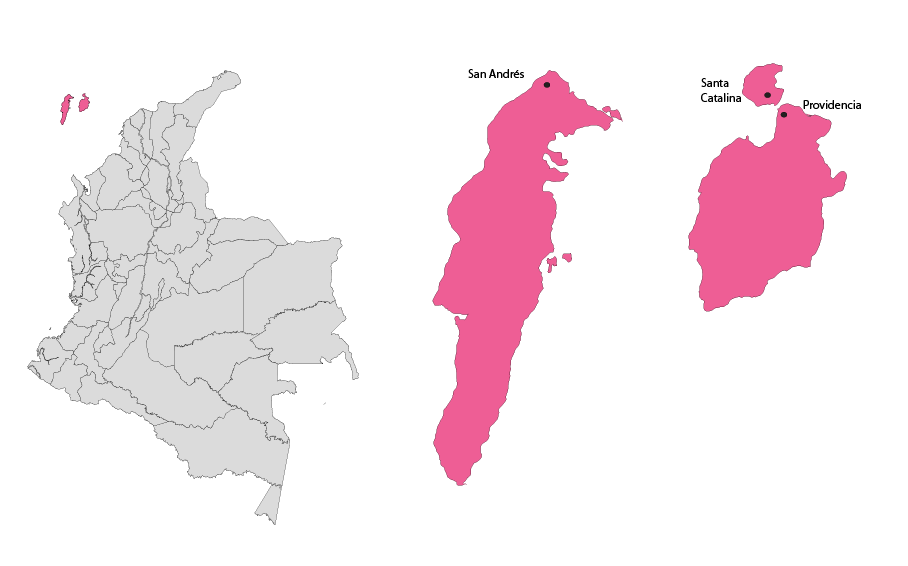
ناحیه اینسولار

| - کالیپسو (موسیقی) - کومپاس - فاکس‌ترات - مازورکا - منتو | - Praise Hymn - Pasillo isleño - Polca - Quadrille - رگی | - Schottische - Soca - Vals isleño - Zouk |

## ناحیه آمازون کلمبیا

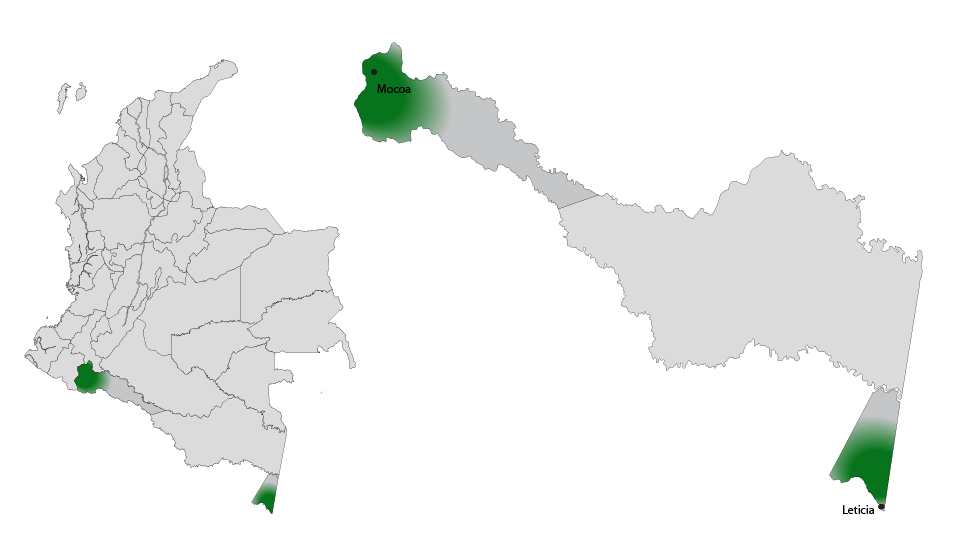
ناحیهٔ آمازون

### آلات موسیقی
- گیتار
- منگوئاره
- شاکر
- طبل
- دایره زنگی

### ژانرهای موسیقی
| - Batuques - Carimbó - Ciría - Dobrado - لامبادا - Mariquinha - Mixtianas - Paseata - Porrosambas | - Tangarana - Sirimbó - Sanjuanito - Huayno - Bambuco - Pasillo - Sanjuanero - Merengure Campesino - Tonadas Indígenas |

## موسیقی معاصر

### سالسای کلمبیایی
سالسا در پورتوریکو و کوبا زاده شد ولی در کلمبیا رواج یافت. گروه‌های بومی سالسا مانند فروکو و سوس تسوس و دیسکوس فونتس آن را گسترش دادند. سپس هنرمندانی چون خوئه آرویو در پیروی از آنان، سبک کلمبیایی آن را اختراع کردند. دیگر خوانندگان کلمبیایی این سبک کریستیان دل رئال، گروه نیچه، الکیمیا، لا میسما خنته، لوس تیتانس، لوس نموس دل پاسفیکو، ارکستا گوایاکان، گروه گاله و لا سونورا کاروسلس هستند. این موسیقی دارای رقص مختص به خود است که در کلمبیا نوع به خصوصی از آن وجود دارد. در این رقص، فرد نیم‌تنهٔ بالایی را رها کرده و به حرکات سریع پا می‌پردازد.

### موسیقی راکدر کلمبیا

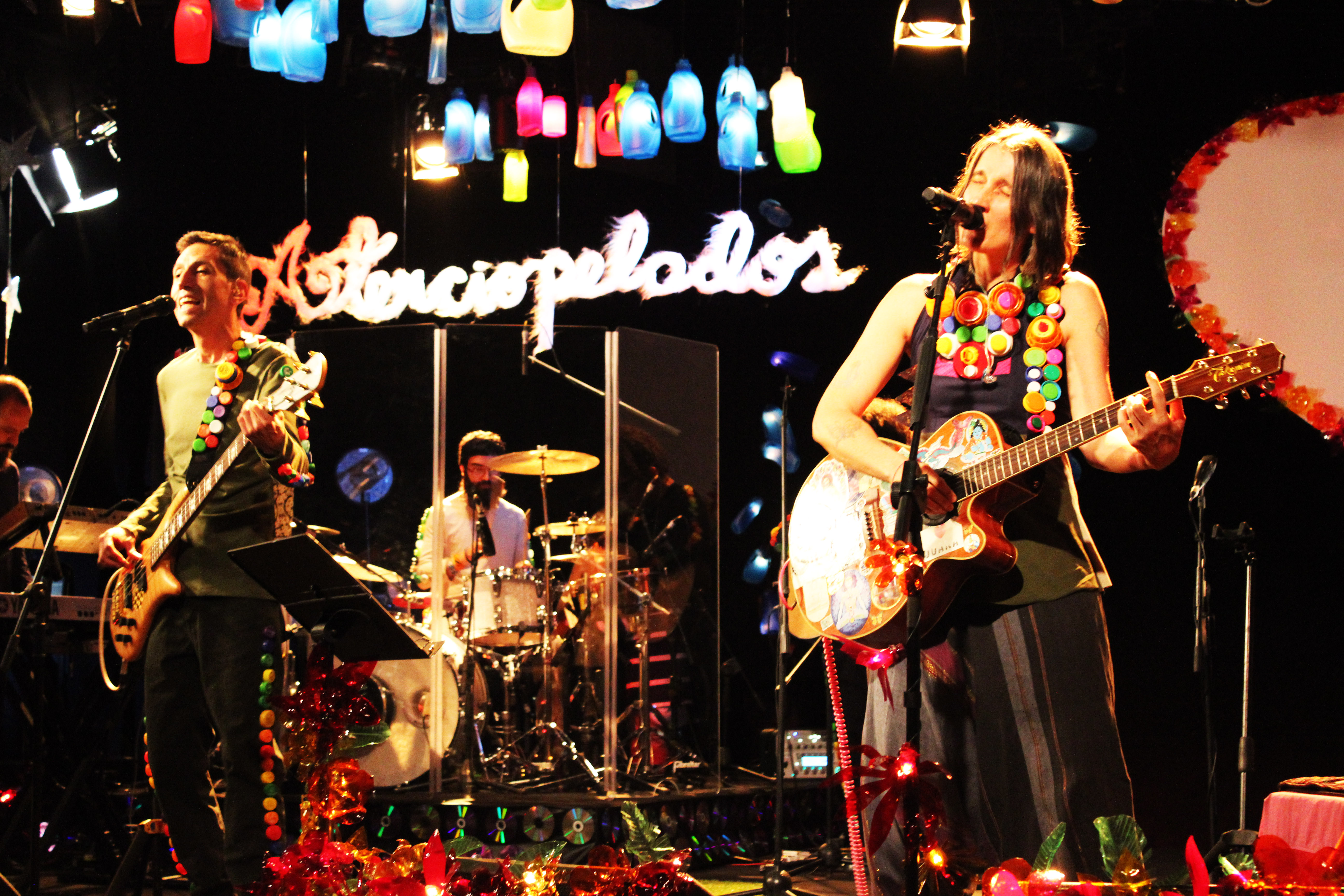
Aterciopelados یک گروه راک اسپانیولی‌زبان و اهل کلمبیاست.

در اواخر دههٔ ۱۹۵۰ میلادی، گروه‌های راک اند رول مکزیکی مانند انریکه گوزمان و سزار کستا در کلمبیا بسیار محبوب بودند. اندکی بعد، گروه‌های بومی مانند لوس اسپیکرز و فلیپرز به موفقیت‌هایی دست یافتند. در آغاز ۱۹۶۷ (ببینید: موسیقی در ۱۹۶۷)، گروه بومی جنسیس (با گروه هم‌نام انگلیسی‌اش متفاوت است) نوعی موسیقی ترکیبی از راک و کومبیا ساخت. مارکو، صدای راک اند رول، پیشگام اشاعه موسیقی راک در کلمبیا است. او که «الویس کلمبیایی» لقب گرفته، با ترکیب موسیقی بومی و راک آمریکایی و با استفاده از زبان و کلام قدرتمندش، این سبک نوین را در کشور رایج کرد.
راک در کلمبیا در طول دههٔ ۱۹۸۰ با محبوبیت گروه‌هایی مانند Soda Stereo (آرژانتین), Los Prisioneros (شیلی) و Hombres G (اسپانیا) همراه شد. طی دههٔ ۹۰ میلادی، باندهای هوی متال و پانک بسیاری در بوگوتا، مدلین و کالی پدیدار شدند. کلمبیا در این دوره بیشترین موسیقی راک زیرزمینی را داشت و در آمریکای لاتین به «کوه پانک» مشهور بود. Aterciopelados, Kraken و Masacre مهم‌ترین گروه‌های کلمبیایی راک بودند.
رخداد راک آل پارک سالانه در بوگوتا به عنوان بزرگترین فستیوال راک آمریکای جنوبی اشتهار یافت؛ جایی که حدود ۱۰۰ باند طی ۳ روز برای ۴۰۰٬۰۰۰ مخاطب می‌نوازند. در حال حاضر، دکتر کراپولا، گروهی راک قدرتمند و پرطرفدار است که به ترکیب ترانه‌ها و آهنگ‌های سنتی با موسیقی راک می‌پردازد. بزرگ‌ترین گروه کلمبیایی خارج از کشور موناس، برندهٔ جایزهٔ بیلبورد و میک جگر برای محبوب‌ترین گروه راک لاتین است. 

### موسیقی پاپکلمبیا

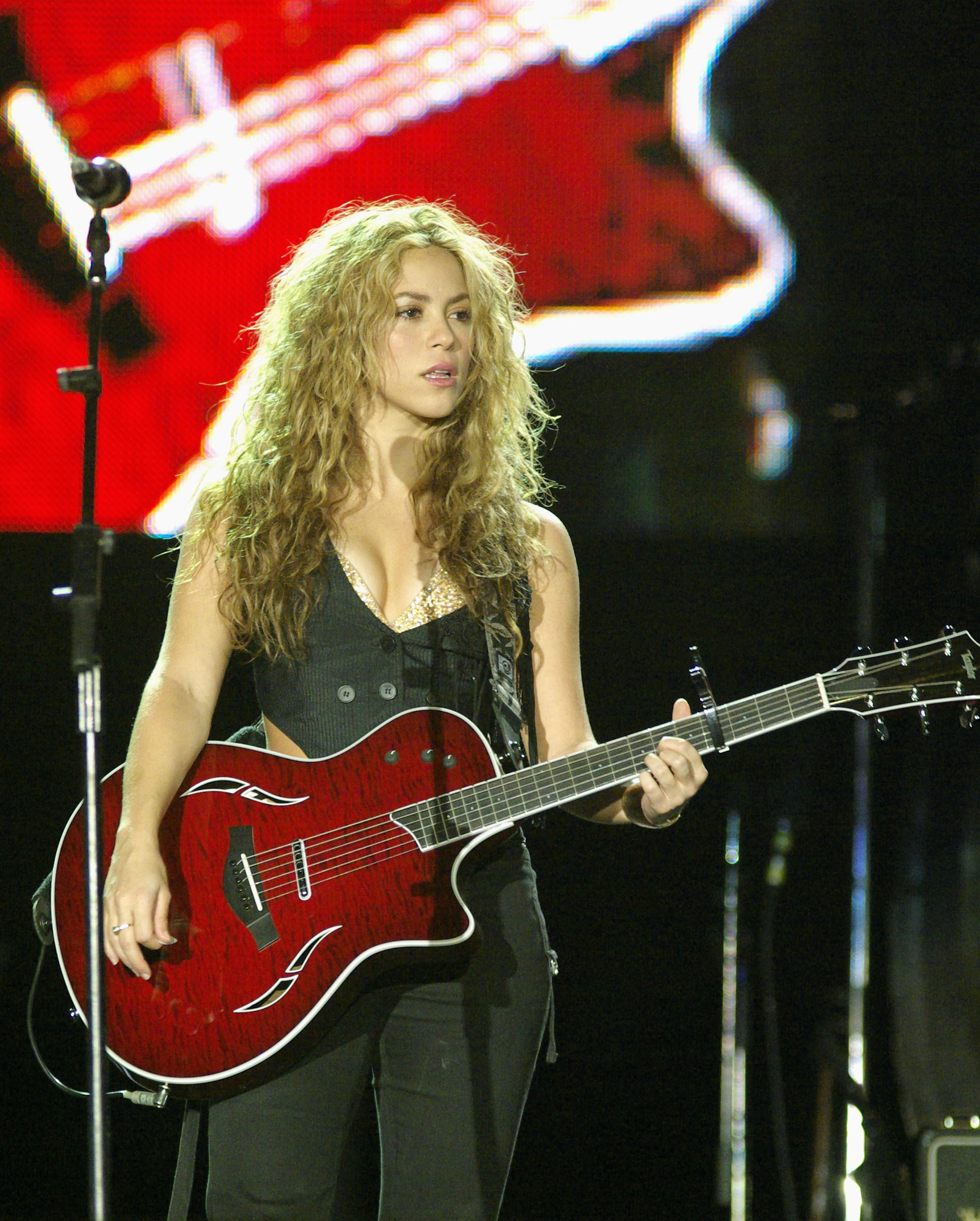
شکیرا

این ژانر موسیقی با هنرمندانی چون Los de Adentro, San Alejo, Sebastian Yepes, Lucas Arnau یا Mauricio & Palodeagua رشد یافت. نوعی پاپ ادغام‌شده با موسیقی محلی کلمبیا با نام تروپی پاپ اخیراً در حال محبوب شدن است و توسط خوانندگانی چون فونسکا و مائیا ترویج می‌شود.
برخی خوانندگان بین‌المللی و شناخته شدهٔ پاپ در کلمبیا عبارتند از:
- شکیرا که پرفروش‌ترین و پرمخاطب‌ترین خوانندهٔ کلمبیایی بوده‌است. پس از موفقیت آلبوم پابرهنه در ۱۹۹۵, شکیرا با امیلیانو استفانو جونیور (تهیه‌کننده) همکاری کرد و دزدان کجایند؟ را با میلیون‌ها مخاطب به اشتراک گذاشت. او به هر دو زبان اسپانیایی و انگلیسی می‌خواند و در ایالات متحده بسیار سرشناس است. او دو گرمی آمریکایی و هفت گرمی لاتین را برده‌است.

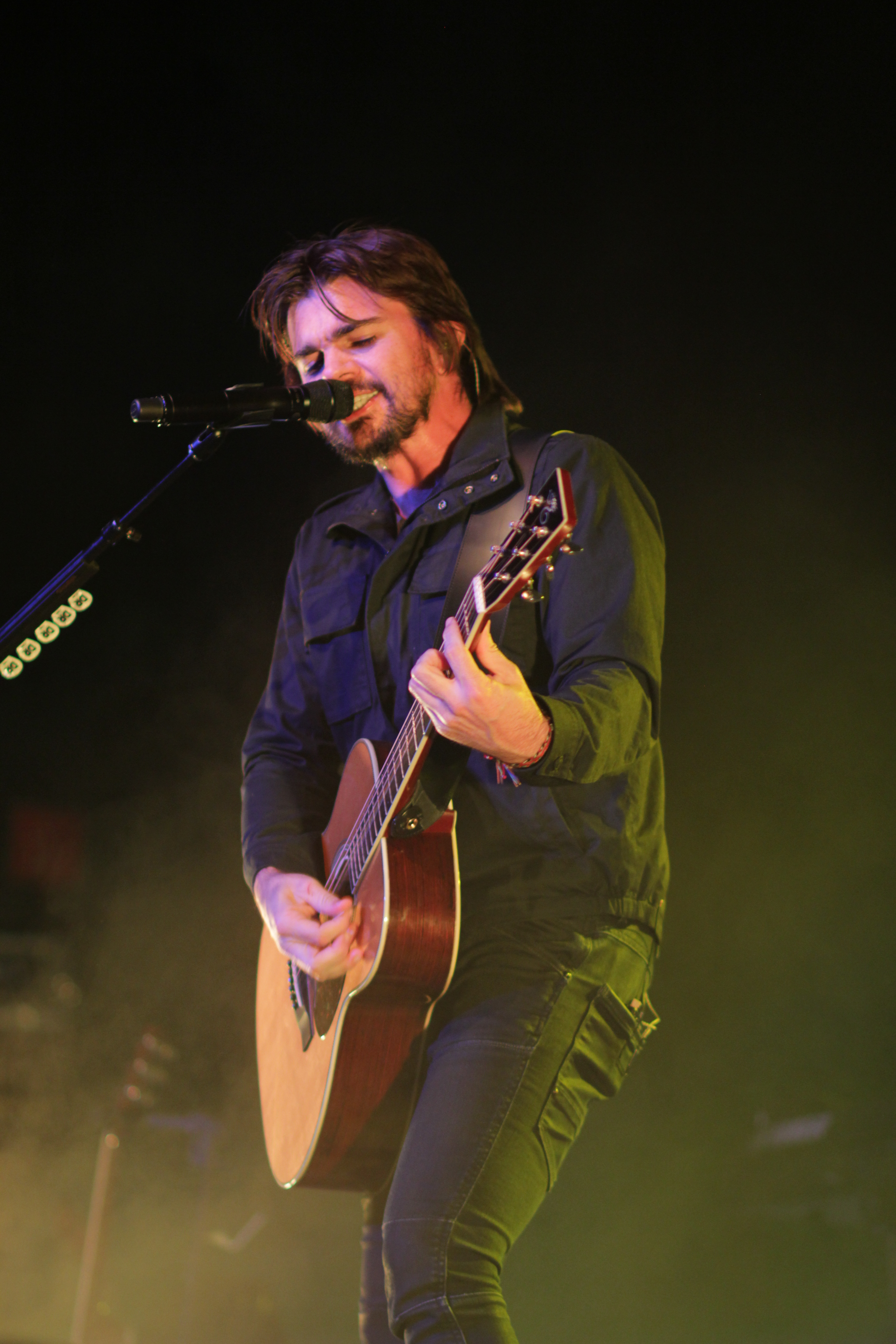
خوانس

- خوانس خواننده و ترانه‌سرا و برندهٔ جایزه گرمی لاتین در سال ۲۰۰۳ برای آلبوم یک روز معمولی خود که در اروپا و آمریکا بسیار پر طرفدار است.
- فانی لو، از شهر جنوبی کالی و سازندهٔ سه آلبوم Lágrimas Cálidas, Dos و Felicidad y Perpetua است. وی سفیر حسن نیت سازمان ملل و از خوانندگان مطرح پاپ کلمبیا است.
- مائیا، وی نیز مانند شکیرا متولد بارانکیلا است. وی نیز دارای آثار جهانی "Niña Bonita," "Se Me Acabó El Amor," و "Ingenuidad" و آلبوم موسیقی  El Baile de los Sueños  است.
- ایلونا متولد شهر بوگوتا است. او از پانزده سالگی به خوانندگی پاپ روی آورد و نامزد جایزه گرمی لاتین بوده.
- کارلوس ویوس متولد شهر سانتا مارتا (کلمبیا) است او به ادغام موسیقی راک و موسیقی بومی وایناتو پرداخته است. وی با خوانندگان مطرحی مانند مارک آنتونی (خواننده) و ددی یانکی و مالوما همکاری‌های داشته‌است.
- سرایا
- آناسول
- ناتی بوترو
- پائولا آرناس
- لوکاس آرنائو
- ماربیه
- علی استون

### موسیقی هیپ‌هاپ و مناطق شهرنشین کلمبیا

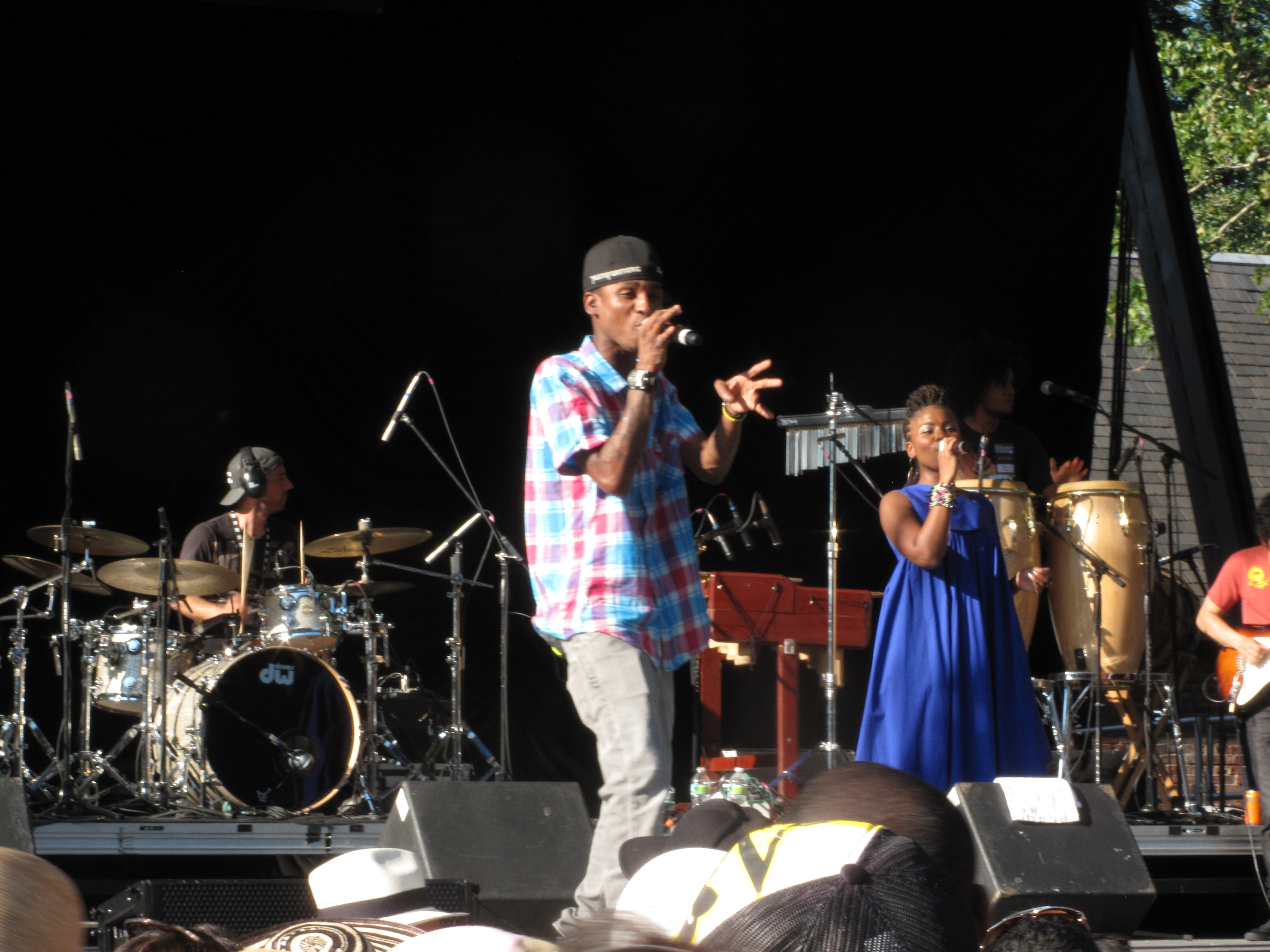
ChocQuibTown، از پیشقدمان ترکیب موسیقی محلی و هیپ‌هاپ.

هیپ هاپ در اواخر دهه ۱۹۸۰ به کلمبیا آمد، زمانی که چند آهنگ هیپ هاپ آمریکایی از سوی NWA و MC Hammer پخش شدند، یک تب رقابتی در میان جوانان مناطق کم‌درآمد در شهرهای بزرگ مانند مدئین، کالی و بوگوتا ایجاد شد. در پایان این دهه گروه‌ها شروع به تشکیل، و در نهایت منجر به ساخت آلبوم و تولید موسیقی حرفه‌ای‌تر در اواسط دههٔ ۱۹۹۰ میلادی شدند. La Etnnia و Gotas de Rap دو گروه مجزا در هیپ هاپ بودند که به عنوان پیشگامان رپ کلمبیایی نیز به حساب می‌آیند. هر دو گروه دیدگاه‌های سیاسی و اجتماعی شدیدی داشته و به اعتراض علیه خشونت، فساد، نابرابری و سختی‌ها در مناطق حاشیه‌نشین کلمبیا می‌پرداختند. سپس Asilo 38 از شهر کالی با آلبوم‌های خود، La Hoguera (2000) و La Descarga (2002) وارد عرصهٔ رپ شد، صدای تجاری‌تر و رویکرد حرفه‌ای در این کارها بیشتر بود ولی هنوز پیام‌های اجتماعی و سیاسی قوی حفظ شده بودند.
در حالی که موسیقی رگی از پورتوریکو محبوبیتش را افزایش می‌داد، هیپ هاپ در کلمبیا برای مدتی یک گام به عقب نشست، و هنرمندان هیپ-هاپ کلمبیا سبک‌های جدیدی را امتحان می‌کردند. هنرمندانی مانند ترس پزوس، جی بالوین، مالوما، ریکن یلزید خود ژانرهایی ایجاد کرده‌اند و از جمله لوکا ال پوتا، «بائیلا» و «لا کومونا» و «میکیلا» تغییرات عظیمی را سبب شدند. بعدها اولین خواننده کلمبیایی موسیقی رگی «ایکس فاکتور» در سال ۲۰۰۶ آثاری عرضه کرد. رگی همواره در جزایر کارائیب کلمبیا، سان آندرس و پراویدنس محبوب بوده‌است و رگی اسپانیایی از پاناما به تقویت جنبش هنرمندان رگی در کلمبیا کمک کرده‌است. هنرمندانی مانند وودو سول خا، ناوال و آلرتا کاماردا (نمایندگان کلمبیایی در جشنواره رگی جامائیکا) در حال حاضر در این سبک محبوب در کلمبیا فعال هستند.
همچنین در سال ۲۰۰۶ رنسانسی در هیپ هاپ کلمبیا در قالب گروه آفریقا-کلمبیایی ChocQuibTown به وجود آمد و ریتم‌های سنتی و ابزارهای بومی ناحیهٔ اقیانوس آرام (پاسیفیک) کلمبیا به عرصهٔ هیپ-هاپ وارد شدند.